# Bourou
Bourou  è una città e sottoprefettura del Ciad situata nel dipartimento di Ngourkosso, provincia del Logone Occidentale.